# Otumba de Gómez Farías
Otumba de Gómez Farías är en stad i Mexiko, och administrativ huvudort i i kommunen Otumba i delstaten Mexiko. Samhället hade 9 925 invånare vid folkräkningen år 2020.